# عين فيرد
عين فيرد ((بالعبرية: עֵין וֶרֶד)؛حرفيًا: وردة الربيع) هو موشاف في وسط إسرائيل يقع في سهل شارون، ويقع ضِمن نطاق مجلس ليف هشارون الإقليمي. في 2019، بلغ عدد سكانه 1,504.

## التاريخ
تم تأسيس قرية عين فيرد في جنوب شارون عام 1930، على يد يهود جنوب إفريقيا على أرض اشتراها الصندوق القومي اليهودي، وكان في الأصل مجتمعًا زراعيًا كثيفًا. في عام 1947 كان عدد سكانها 450، وكانت بساتين الحمضيات والمحاصيل الحقلية وخلايا النحل والزهور من أهم أفرع الزراعة هناك. 